# Де Авиланд, Консуэло
Консуэ́ло де Авила́нд (фр. Consuelo de Haviland) — французско-американская актриса, танцовщица, писательница, представитель президента ОАО «РЖД» во Франции, супруга советского и российского актёра Игоря Костолевского.

## Биография
Консуэло де Авиланд родилась 28 апреля 1955 года в Нью-Йорке. Ее родители занимались производством фарфора Haviland. Свое имя Консуэло она получила в честь главной героини романа Жорж Санд «Консуэло».
В детские годы дедушка Консуэло приобщил её к русской культуре. Обучалась классическому балету и танцу в Париже и Софии. Изучала русский театр и освоила метод Станиславского.
С 1979 года начала сниматься в кино. Ее дебютом стал французский фильм «Леди Оскар». Позже сыграла в лентах «Тридцать семь и два по утрам» (Лиза), «Не будите спящего полицейского» (Корин), «Танцевальная машина» (Лизелотта Вагнер), «Мегрэ» (Жозетт), «Похищение для Бетти Фишер» (мадам Барски) и др. Снималась в фильмах ведущих кинорежиссеров Франции — Жака Деми, Жана-Жака Бенекса, Эдуара Молинаро, Жозе Пиньеро, Александра Астрюка.
Консуэло де Авиланд принимала деятельное участие в продвижении Авиньонского фестиваля в России, отвечала за «Русские сезоны» этого фестиваля, танцевала в совместных российско-французских спектаклях.
Консуэло де Авиланд написала свой первый роман «Бульвар Дондуков» в 1987 году. Этот роман во многом является автобиографическим.
Став представителем президента ОАО Российские железные дороги во Франции, Консуэло активно способствовала восстановлению в 2006 году прерванного за 12 лет до этого, железнодорожного сообщения между Парижем и Москвой (из-за пожара под Парижем в одном из вагонов российского производства).
За большой вклад в российско-французское культурное и экономическое сотрудничество Консуэло де Авиланд была награждена орденом Дружбы. Церемония вручения прошла 10 декабря 2015 года в Георгиевском зале Кремля, где президент России Владимир Путин вручил ей награду.

## Личная жизнь

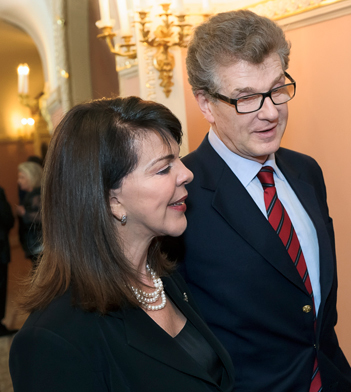
с супругом

С 2001 года состоит в браке с актёром Игорем Костолевским, снимавшимся в фильме «Звезда пленительного счастья» в роли её любимого героя декабриста Анненкова. Приняла православие с именем Евдокия, любит называть себя Дусей Костолевской. Из-за отказа Игоря Костолевского переезжать в Париж ей пришлось расстаться с актёрской профессией.

## Фильмография
- Леди Оскар — партнёрша Оскара на балу (1979)
- Автостопщик (телесериал) (1983—1990)
- Тридцать семь и два по утрам — Лиза (1986)
- Невыносимая лёгкость бытия — высокая брюнетка (1988)
- Не будите спящего полицейского — Коринн (1988)
- Танцевальная машина — Лизелотта Вагнер (1990)
- Zadoc et le bonheur (фр.) — женщина в синагоге (1995)
- Похищение для Бетти Фишер — мадам Барски (2001)
- телесериал «Мегрэ», 32-я серия — «Мегрэ и человек, живший двойной жизнью» — Жозетт Кэллер (2000)
- Частное расследование (2002)

## Награды
- Орден Дружбы (7 мая 2015 года, Россия) — за большой вклад в укрепление дружбы и сотрудничества с Российской Федерацией, развитие торгово-экономических и культурных связей[4].